# Liga LEB Oro 2023-24
La LEB Oro 2023-24 fue la 28.ª temporada de la segunda liga española de baloncesto. Comenzó el 6 de octubre de 2023 con la primera jornada de la temporada regular y terminó el 9 de junio de 2024. A partir de la Temporada 2024-25 la denominación de sus categorías: LEB Oro, LEB Plata y Liga EBA. Como ocurrió, por ejemplo, en el fútbol, se conocerán las competiciones como Primera FEB, Segunda FEB y Tercera FEB.

## Equipos

### Promoción y descenso (pretemporada)
Un total de 18 equipos competirán en la liga; 13 equipos de la temporada 2022-23, dos equipos descendidos de la ACB junto con los tres equipos ascendidos de la LEB Plata.
Equipos descendidos de ACB
- Real Betis Baloncesto
- Baloncesto Fuenlabrada

Equipos ascendidos de LEB Plata
- Grupo Ureta Tizona Burgos
- Hestia Menorca
- Rioverde Clavijo

### Estadios y ciudades
| Equipo                             | Ciudad                | Pabellón                             | Capacidad |
| ---------------------------------- | --------------------- | ------------------------------------ | --------- |
| Alimerka Oviedo Baloncesto         | Oviedo                | Polideportivo Pumarín                | 1,138     |
| Amics Castelló                     | Castellón de la Plana | Pabellón Ciutat de Castelló          | 6,000     |
| Baloncesto Fuenlabrada             | Fuenlabrada           | Pabellón Fernando Martín             | 5,700     |
| Cáceres Patrimonio de la Humanidad | Cáceres               | Pabellón Multiusos Ciudad de Cáceres | 6,500     |
| Club Ourense Baloncesto            | Orense                | Palacio de los Deportes Paco Paz     | 5,500     |
| Grupo Alega Cantabria              | Torrelavega           | Pabellón Vicente Trueba              | 2,688     |
| Grupo Ureta Tizona Burgos          | Burgos                | Polideportivo Municipal El Plantío   | 2,432     |
| Guuk Gipuzkoa Basket               | San Sebastián         | Angulas Aguinaga Arena               | 11,000    |
| Hestia Menorca                     | Mahón                 | Pabellón Menorca                     | 5,115     |
| HLA Alicante                       | Alicante              | Pabellón Pedro Ferrándiz             | 5,696     |
| ICG Força Lleida                   | Lérida                | Espai Fruita Barris Nord             | 6,100     |
| Leyma Coruña                       | La Coruña             | Palacio de los Deportes de Riazor    | 4,425     |
| Longevida San Pablo Burgos         | Burgos                | Coliseum Burgos                      | 9,454     |
| Melilla Ciudad del Deporte         | Melilla               | Pabellón Javier Imbroda Ortiz        | 2,900     |
| Movistar Estudiantes               | Madrid                | Wizink Center                        | 13,109    |
| Movistar Estudiantes               | Madrid                | Movistar Academy Magariños           | 600       |
| Real Betis Baloncesto              | Sevilla               | Polideportivo San Pablo              | 7,626     |
| Rioverde Clavijo                   | Logroño               | Palacio de los Deportes de La Rioja  | 4,000     |
| UEMC Real Valladolid Baloncesto    | Valladolid            | Pabellón Polideportivo Pisuerga      | 6,800     |

### Entrenadores y patrocinadores
| Equipo                             | Entrenador            | Fabricante | Patrocinador                     |
| ---------------------------------- | --------------------- | ---------- | -------------------------------- |
| Alimerka Oviedo Baloncesto         | Javi Rodríguez        | Kappa      | Alimerka                         |
| Amics Castelló                     | Juan Antonio Orenga   | Hummel     |                                  |
| Baloncesto Fuenlabrada             | Toni Ten              | Kromex     |                                  |
| Cáceres Patrimonio de la Humanidad | Arturo Álvarez        | Macron     |                                  |
| Club Ourense Baloncesto            | Félix Alonso          | Wibo       |                                  |
| Grupo Alega Cantabria              | David Mangas          | Wibo       | Grupo Alega                      |
| Grupo Ureta Tizona Burgos          | Diego Ocampo          | Kappa      | Grupo Ureta                      |
| Guuk Gipuzkoa Basket               | Mikel Odriozola       | Pentex     | Guuk                             |
| Hestia Menorca                     | Javi Zamora           | Wibo       | Fundación Hestia                 |
| HLA Alicante                       | Antonio Pérez Caínzos | Hummel     | HLA                              |
| ICG Força Lleida                   | Gerard Encuentra      | Pentex     | ICG Software                     |
| Leyma Coruña                       | Diego Epifanio        | Macron     | Leyma Natura                     |
| Longevida San Pablo Burgos         | Jota Cuspinera        | Givova     | Longevida San Pablo Inmobiliaria |
| Melilla Ciudad del Deporte         | Rafa Monclova         | Wibo       |                                  |
| Movistar Estudiantes               | Pedro Rivero          | Puma       | Movistar                         |
| Real Betis Baloncesto              | Bruno Savignani       | Hummel     |                                  |
| Rioverde Clavijo                   | Jenaro Díaz           | Vive       | Rioverde                         |
| UEMC Real Valladolid Baloncesto    | Paco García           | Kappa      | UEMC                             |

### Cambios de entrenadores
| Equipo                             | Entrenador saliente       | Motivo de salida | Fecha                  | Clasificación | Entrenador entrante   | Fecha                  |
| ---------------------------------- | ------------------------- | ---------------- | ---------------------- | ------------- | --------------------- | ---------------------- |
| HLA Alicante                       | Rafa Monclova             | Fin de contrato  | 6 de junio de 2023     | Pretemporada  | Antonio Pérez Caínzos | 9 de junio de 2023     |
| Movistar Estudiantes               | Alberto Lorenzo           | Fin de contrato  | 23 de junio de 2023    | Pretemporada  | Pedro Rivero          | 23 de junio de 2023    |
| Longevida San Pablo Burgos         | Curro Segura              | Fin de contrato  | 30 de junio de 2023    | Pretemporada  | Lolo Encinas          | 30 de junio de 2023    |
| Guuk Gipuzkoa Basket               | Lolo Encinas              | Fin de contrato  | 30 de junio de 2023    | Pretemporada  | Mikel Odriozola       | 5 de julio de 2023     |
| Real Betis Baloncesto              | Luis Casimiro             | Fin de contrato  | 6 de julio de 2023     | Pretemporada  | Javi Carrasco         | 6 de julio de 2023     |
| Alimerka Oviedo Baloncesto         | Guillermo Arenas          | Fin de contrato  | 10 de julio de 2023    | Pretemporada  | Javi Rodríguez        | 10 de julio de 2023    |
| Melilla Ciudad del Deporte         | Gonzalo García de Vitoria | Fin de contrato  | 11 de julio de 2023    | Pretemporada  | Rafa Monclova         | 11 de julio de 2023    |
| Baloncesto Fuenlabrada             | Óscar Quintana            | Fin de contrato  | 22 de julio de 2023    | Pretemporada  | Toni Ten              | 22 de julio de 2023    |
| Real Betis Baloncesto              | Javi Carrasco             | Destitución      | 6 de noviembre de 2023 | 17º (1-5)     | Bruno Savignani       | 7 de noviembre de 2023 |
| Cáceres Patrimonio de la Humanidad | Roberto Blanco            | Destitución      | 23 de enero de 2024    | 17º (5-13)    | Arturo Álvarez        | 30 de enero de 2024    |
| Longevida San Pablo Burgos         | Lolo Encinas              | Destitución      | 8 de abril de 2024     | 3º (20-8)     | Jota Cuspinera        | 8 de abril de 2024     |

## Liga Regular

### Clasificación en la liga regular
| Pos. | Equipo                             | PJ | G  | P  | GF   | GC   | DG   | Pts | Ascenso, clasificación o descenso |
| ---- | ---------------------------------- | -- | -- | -- | ---- | ---- | ---- | --- | --------------------------------- |
| 1    | Leyma Coruña                       | 34 | 27 | 7  | 3042 | 2763 | +279 | 61  | Ascenso a Liga ACB                |
| 2    | Longevida San Pablo Burgos         | 34 | 26 | 8  | 2964 | 2601 | +363 | 60  | Promoción de Ascenso              |
| 3    | ICG Força Lleida                   | 34 | 26 | 8  | 2794 | 2546 | +248 | 60  | Promoción de Ascenso              |
| 4    | Movistar Estudiantes               | 34 | 25 | 9  | 2856 | 2588 | +268 | 59  | Promoción de Ascenso              |
| 5    | Grupo Ureta Tizona Burgos          | 34 | 25 | 9  | 3049 | 2725 | +324 | 59  | Promoción de Ascenso              |
| 6    | Guuk Gipuzkoa Basket               | 34 | 23 | 11 | 2819 | 2634 | +185 | 57  | Promoción de Ascenso              |
| 7    | HLA Alicante                       | 34 | 19 | 15 | 2699 | 2608 | +91  | 53  | Promoción de Ascenso              |
| 8    | UEMC Real Valladolid Baloncesto    | 34 | 18 | 16 | 2636 | 2715 | −79  | 52  | Promoción de Ascenso              |
| 9    | Real Betis Baloncesto              | 34 | 17 | 17 | 2755 | 2669 | +86  | 51  | Promoción de Ascenso              |
| 10   | Baloncesto Fuenlabrada             | 34 | 16 | 18 | 2644 | 2660 | −16  | 50  |                                   |
| 11   | Club Ourense Baloncesto            | 34 | 14 | 20 | 2504 | 2690 | −186 | 48  |                                   |
| 12   | Hestia Menorca                     | 34 | 14 | 20 | 2474 | 2617 | −143 | 48  |                                   |
| 13   | Alimerka Oviedo Baloncesto         | 34 | 13 | 21 | 2676 | 2731 | −55  | 47  |                                   |
| 14   | Grupo Alega Cantabria              | 34 | 11 | 23 | 2644 | 2825 | −181 | 45  |                                   |
| 15   | Amics Castelló                     | 34 | 11 | 23 | 2692 | 2947 | −255 | 45  |                                   |
| 16   | Melilla Ciudad del Deporte         | 34 | 10 | 24 | 2577 | 2788 | −211 | 44  | Descenso a la Segunda FEB         |
| 17   | Cáceres Patrimonio de la Humanidad | 34 | 6  | 28 | 2515 | 2885 | −370 | 40  | Descenso a la Segunda FEB         |
| 18   | Rioverde Clavijo                   | 34 | 5  | 29 | 2384 | 2732 | −348 | 39  | Descenso a la Segunda FEB         |

 Fuente: FEB

### Evolución en la clasificación
La tabla lista la clasificación después de la conclusión de cada jornada. Para preservar la evolución cronológica de cada jornada, cualquier partido aplazado no es incluido en la jornada en qué era originalmente planificado, sino que son añadidos a la jornada siguiente inmediatamente después a la que fueron jugados.
| Equipo ╲ Jornada                   | 1            | 2  | 3  | 4  | 5  | 6  | 7  | 8  | 9  | 10 | 11 | 12 | 13 | 14 | 15 | 16 | 17 | 18 | 19 | 20 | 21 | 22 | 23 | 24 | 25 | 26 | 27 | 28 | 29 | 30 | 31 | 32 | 33 | 34 |   |
| ---------------------------------- | ------------ | -- | -- | -- | -- | -- | -- | -- | -- | -- | -- | -- | -- | -- | -- | -- | -- | -- | -- | -- | -- | -- | -- | -- | -- | -- | -- | -- | -- | -- | -- | -- | -- | -- | - |
| Equipo ╲ Jornada                   | Leyma Coruña | 9  | 3  | 1  | 1  | 3  | 2  | 3  | 3  | 3  | 3  | 5  | 4  | 4  | 3  | 3  | 3  | 2  | 2  | 2  | 2  | 1  | 1  | 1  | 1  | 1  | 1  | 1  | 1  | 1  | 1  | 1  | 1  | 1  | 1 |
| Longevida San Pablo Burgos         | 11           | 7  | 6  | 5  | 2  | 1  | 2  | 2  | 1  | 1  | 1  | 1  | 1  | 1  | 1  | 2  | 3  | 4  | 4  | 5  | 5  | 4  | 2  | 5  | 2  | 3  | 3  | 3  | 3  | 3  | 3  | 2  | 2  | 2  |   |
| ICG Força Lleida                   | 5            | 13 | 14 | 17 | 9  | 13 | 9  | 10 | 9  | 9  | 8  | 8  | 8  | 7  | 7  | 7  | 6  | 6  | 6  | 6  | 6  | 5  | 5  | 4  | 6  | 4  | 4  | 5  | 5  | 4  | 4  | 3  | 3  | 3  |   |
| Movistar Estudiantes               | 2            | 6  | 4  | 4  | 1  | 3  | 1  | 1  | 2  | 2  | 2  | 2  | 2  | 2  | 2  | 1  | 1  | 1  | 1  | 1  | 2  | 2  | 3  | 2  | 3  | 5  | 5  | 6  | 6  | 5  | 5  | 4  | 4  | 4  |   |
| Grupo Ureta Tizona Burgos          | 6            | 8  | 3  | 3  | 6  | 5  | 5  | 6  | 5  | 5  | 7  | 6  | 6  | 5  | 5  | 5  | 5  | 5  | 5  | 3  | 3  | 3  | 4  | 3  | 4  | 2  | 2  | 2  | 2  | 2  | 2  | 5  | 5  | 5  |   |
| Guuk Gipuzkoa Basket               | 14           | 12 | 8  | 6  | 5  | 4  | 6  | 5  | 4  | 4  | 3  | 5  | 5  | 4  | 4  | 4  | 4  | 3  | 3  | 4  | 4  | 7  | 7  | 6  | 5  | 6  | 6  | 4  | 4  | 6  | 6  | 6  | 6  | 6  |   |
| HLA Alicante                       | 1            | 4  | 9  | 12 | 8  | 7  | 7  | 7  | 6  | 7  | 6  | 7  | 7  | 8  | 8  | 8  | 8  | 8  | 7  | 7  | 7  | 6  | 6  | 7  | 7  | 8  | 8  | 8  | 8  | 8  | 7  | 7  | 7  | 7  |   |
| UEMC Real Valladolid Baloncesto    | 13           | 10 | 5  | 7  | 12 | 9  | 8  | 8  | 8  | 6  | 4  | 3  | 3  | 6  | 6  | 6  | 7  | 7  | 8  | 8  | 8  | 8  | 8  | 8  | 8  | 7  | 7  | 7  | 7  | 7  | 8  | 8  | 8  | 8  |   |
| Real Betis Baloncesto              | 10           | 16 | 18 | 14 | 17 | 17 | 18 | 18 | 18 | 16 | 16 | 15 | 13 | 14 | 14 | 14 | 12 | 12 | 12 | 12 | 12 | 10 | 9  | 10 | 9  | 9  | 9  | 9  | 9  | 9  | 10 | 10 | 9  | 9  |   |
| Baloncesto Fuenlabrada             | 12           | 5  | 10 | 11 | 16 | 11 | 13 | 13 | 15 | 13 | 11 | 13 | 14 | 13 | 12 | 13 | 14 | 15 | 11 | 15 | 15 | 15 | 15 | 15 | 13 | 14 | 14 | 13 | 10 | 10 | 9  | 9  | 10 | 10 |   |
| Club Ourense Baloncesto            | 4            | 1  | 2  | 2  | 4  | 6  | 4  | 4  | 7  | 8  | 10 | 10 | 10 | 9  | 11 | 11 | 10 | 9  | 9  | 9  | 9  | 9  | 10 | 9  | 10 | 10 | 10 | 10 | 11 | 13 | 11 | 12 | 11 | 11 |   |
| Hestia Menorca                     | 16           | 17 | 11 | 13 | 10 | 12 | 14 | 15 | 16 | 18 | 18 | 16 | 16 | 17 | 16 | 17 | 15 | 14 | 14 | 14 | 14 | 12 | 12 | 13 | 15 | 11 | 12 | 11 | 12 | 11 | 12 | 11 | 12 | 12 |   |
| Alimerka Oviedo Baloncesto         | 8            | 2  | 7  | 8  | 7  | 10 | 12 | 11 | 10 | 10 | 9  | 9  | 9  | 10 | 9  | 9  | 9  | 10 | 10 | 11 | 11 | 13 | 13 | 14 | 11 | 12 | 13 | 12 | 13 | 12 | 13 | 13 | 13 | 13 |   |
| Grupo Alega Cantabria              | 7            | 9  | 15 | 9  | 13 | 15 | 15 | 14 | 12 | 11 | 14 | 11 | 12 | 11 | 13 | 12 | 13 | 13 | 15 | 13 | 13 | 14 | 14 | 12 | 12 | 13 | 11 | 14 | 14 | 14 | 14 | 14 | 14 | 14 |   |
| Amics Castelló                     | 15           | 14 | 16 | 18 | 14 | 8  | 11 | 9  | 11 | 12 | 12 | 14 | 15 | 15 | 15 | 16 | 17 | 16 | 16 | 16 | 16 | 16 | 16 | 16 | 16 | 16 | 16 | 16 | 16 | 16 | 16 | 16 | 16 | 15 |   |
| Melilla Ciudad del Deporte         | 3            | 11 | 13 | 15 | 18 | 18 | 16 | 16 | 14 | 14 | 13 | 12 | 11 | 12 | 10 | 10 | 11 | 11 | 13 | 10 | 10 | 11 | 11 | 11 | 14 | 15 | 15 | 15 | 15 | 15 | 15 | 15 | 15 | 16 |   |
| Cáceres Patrimonio de la Humanidad | 17           | 18 | 12 | 16 | 11 | 14 | 10 | 12 | 13 | 15 | 15 | 17 | 17 | 16 | 17 | 15 | 16 | 17 | 17 | 17 | 17 | 17 | 17 | 17 | 17 | 17 | 17 | 17 | 17 | 17 | 17 | 17 | 17 | 17 |   |
| Rioverde Clavijo                   | 18           | 15 | 17 | 10 | 15 | 16 | 17 | 17 | 17 | 17 | 17 | 18 | 18 | 18 | 18 | 18 | 18 | 18 | 18 | 18 | 18 | 18 | 18 | 18 | 18 | 18 | 18 | 18 | 18 | 18 | 18 | 18 | 18 | 18 |   |

### Resultados
| Local \ Visitante                  | OCB    | CAS   | FUE    | CÁC     | COB    | CAN    | TIZ    | GIP    | MEN    | ALI   | LLE    | COR    | SPB     | MEL   | EST    | RBB    | CLA    | RVB   |
| ---------------------------------- | ------ | ----- | ------ | ------- | ------ | ------ | ------ | ------ | ------ | ----- | ------ | ------ | ------- | ----- | ------ | ------ | ------ | ----- |
| Alimerka Oviedo Baloncesto         | —      | 80–81 | 81–60  | 89–71   | 87–78  | 86–81  | 60–75  | 81–86  | 78–84  | 89–83 | 73–75  | 78–83  | 75–71   | 71–79 | 61–75  | 86–81  | 80–59  | 83–66 |
| Amics Castelló                     | 83–61  | —     | 77–73  | 90–86   | 78–81  | 92–89  | 72–112 | 80–90  | 83–84  | 70–64 | 92–98  | 74–83  | 81–94   | 90–85 | 68–84  | 88–100 | 79–72  | 80–84 |
| Baloncesto Fuenlabrada             | 74–69  | 85–98 | —      | 94–67   | 76–66  | 73–78  | 79–85  | 81–71  | 75–81  | 77–71 | 73–75  | 88–82  | 64–72   | 93–74 | 55–80  | 81–71  | 78–75  | 85–58 |
| Cáceres Patrimonio de la Humanidad | 86–78  | 81–84 | 71–97  | —       | 71–77  | 71–73  | 64–66  | 68–86  | 63–56  | 75–84 | 77–100 | 84–81  | 60–81   | 90–76 | 60–83  | 64–61  | 85–78  | 79–87 |
| Club Ourense Baloncesto            | 88–83  | 93–80 | 68–80  | 73–61   | —      | 65–72  | 72–79  | 76–87  | 61–66  | 77–68 | 73–80  | 84–87  | 64–91   | 59–65 | 92–71  | 84–83  | 68–51  | 99–77 |
| Grupo Alega Cantabria              | 84–83  | 91–80 | 81–74  | 95–75   | 76–80  | —      | 67–94  | 96–106 | 95–77  | 65–82 | 75–63  | 81–83  | 72–84   | 75–69 | 67–81  | 67–78  | 71–75  | 81–82 |
| Grupo Ureta Tizona Burgos          | 109–93 | 80–66 | 119–77 | 92–87   | 85–80  | 93–84  | —      | 101–76 | 83–88  | 90–75 | 72–79  | 92–103 | 110–96  | 89–74 | 90–83  | 101–80 | 110–76 | 92–86 |
| Guuk Gipuzkoa Basket               | 67–58  | 92–78 | 81–70  | 88–64   | 99–65  | 76–67  | 76–74  | —      | 87–79  | 97–87 | 87–72  | 84–91  | 80–78   | 88–80 | 83–85  | 93–99  | 84–66  | 84–81 |
| Hestia Menorca                     | 90–74  | 85–65 | 85–88  | 86–67   | 50–74  | 84–68  | 77–78  | 89–81  | —      | 57–76 | 67–70  | 56–51  | 82–90   | 66–83 | 67–75  | 75–84  | 68–67  | 76–57 |
| HLA Alicante                       | 83–73  | 86–64 | 83–79  | 88–73   | 91–82  | 89–79  | 94–89  | 71–70  | 67–61  | —     | 74–79  | 84–74  | 73–83   | 90–66 | 75–65  | 73–78  | 92–56  | 54–75 |
| ICG Força Lleida                   | 90–84  | 97–82 | 90–73  | 95–71   | 90–55  | 88–77  | 66–86  | 75–68  | 105–70 | 91–77 | —      | 83–85  | 77–72   | 96–62 | 93–79  | 88–75  | 79–72  | 81–56 |
| Leyma Coruña                       | 88–77  | 95–82 | 83–86  | 97–80   | 106–77 | 119–90 | 97–91  | 67–84  | 105–73 | 79–74 | 97–81  | —      | 104–103 | 97–82 | 114–88 | 92–78  | 100–77 | 80–66 |
| Longevida San Pablo Burgos         | 87–68  | 91–67 | 81–69  | 109–102 | 105–55 | 88–69  | 104–97 | 75–70  | 90–69  | 98–95 | 79–66  | 77–75  | —       | 99–72 | 87–91  | 82–94  | 83–66  | 94–69 |
| Melilla Ciudad del Deporte         | 84–83  | 76–65 | 65–87  | 95–79   | 67–81  | 71–84  | 83–73  | 82–93  | 74–92  | 69–73 | 75–80  | 74–80  | 79–92   | —     | 80–81  | 83–87  | 91–68  | 80–81 |
| Movistar Estudiantes               | 76–87  | 95–79 | 98–83  | 89–73   | 97–56  | 101–61 | 103–85 | 90–81  | 81–56  | 93–75 | 75–72  | 76–78  | 57–77   | 85–72 | —      | 93–87  | 84–59  | 91–92 |
| Real Betis Baloncesto              | 85–94  | 98–77 | 79–78  | 80–62   | 72–48  | 80–70  | 84–85  | 81–83  | 88–57  | 97–78 | 73–74  | 77–81  | 76–88   | 86–70 | 77–86  | —      | 94–85  | 70–69 |
| Rioverde Clavijo                   | 78–81  | 93–96 | 58–67  | 78–76   | 78–82  | 99–84  | 61–78  | 56–76  | 64–55  | 69–86 | 60–72  | 88–94  | 62–79   | 62–64 | 73–77  | 62–56  | —      | 69–77 |
| UEMC Real Valladolid Baloncesto    | 91–92  | 89–71 | 87–72  | 99–72   | 81–71  | 84–79  | 63–94  | 71–65  | 70–66  | 69–84 | 80–74  | 94–111 | 91–84   | 73–76 | 73–88  | 72–66  | 86–72  | —     |

## Playoffs
Los playoffs se disputarán entre el 16 de mayo y el 16 de junio de 2024. El Movistar Estudiantes, a pesar de quedar en 4ª posición al final de la liga regular, disputará el playoff como el 2º clasificado ya que se proclamó campeón de la Copa Princesa de Asturias.
|  | Cuartos de final                  | Cuartos de final                  | Cuartos de final                  | Cuartos de final            | Cuartos de final            | Cuartos de final            |                              |                              | Semifinales                  | Semifinales                  | Semifinales                  | Semifinales | Semifinales | Semifinales |  |  | Final | Final | Final | Final | Final | Final |
|  |                                   |                                   |                                   |                             |                             |                             |                              |                              |                              |                              |                              |             |             |             |  |  |       |       |       |       |       |       |
|  |                                   |                                   |                                   |                             |                             |                             |                              |                              |                              |                              |                              |             |             |             |  |  |       |       |       |       |       |       |
|  |                                   |                                   |                                   |                             |                             |                             |                              |                              |                              |                              |                              |             |             |             |  |  |       |       |       |       |       |       |
|  | 4 Movistar Estudiantes            | 86                                | 98                                | 84                          | 65                          | 65                          |                              |                              |                              |                              |                              |             |             |             |  |  |       |       |       |       |       |       |
|  | 4 Movistar Estudiantes            | 86                                | 98                                | 84                          | 65                          | 65                          |                              |                              |                              |                              |                              |             |             |             |  |  |       |       |       |       |       |       |
|  | 9 Real Betis Baloncesto           | 77                                | 73                                | 90                          | 77                          | 54                          |                              |                              |                              |                              |                              |             |             |             |  |  |       |       |       |       |       |       |
|  | 9 Real Betis Baloncesto           | 77                                | 73                                | 90                          | 77                          | 54                          | 4 Movistar Estudiantes       | 4 Movistar Estudiantes       | 4 Movistar Estudiantes       | 4 Movistar Estudiantes       | 4 Movistar Estudiantes       | 86          |             |             |  |  |       |       |       |       |       |       |
|  |                                   |                                   |                                   |                             |                             |                             | 4 Movistar Estudiantes       | 4 Movistar Estudiantes       | 4 Movistar Estudiantes       | 4 Movistar Estudiantes       | 4 Movistar Estudiantes       | 86          |             |             |  |  |       |       |       |       |       |       |
|  |                                   | 5 Grupo Ureta Tizona Burgos       | 5 Grupo Ureta Tizona Burgos       | 5 Grupo Ureta Tizona Burgos | 5 Grupo Ureta Tizona Burgos | 5 Grupo Ureta Tizona Burgos | 62                           |                              |                              |                              |                              |             |             |             |  |  |       |       |       |       |       |       |
|  | 5 Grupo Ureta Tizona Burgos       | 5 Grupo Ureta Tizona Burgos       | 5 Grupo Ureta Tizona Burgos       | 5 Grupo Ureta Tizona Burgos | 5 Grupo Ureta Tizona Burgos | 5 Grupo Ureta Tizona Burgos | 62                           | 108                          | 90                           | 87                           | 79                           | 76          |             |             |  |  |       |       |       |       |       |       |
|  | 5 Grupo Ureta Tizona Burgos       |                                   |                                   |                             |                             |                             |                              | 108                          | 90                           | 87                           | 79                           | 76          |             |             |  |  |       |       |       |       |       |       |
|  | 6 Guuk Gipuzkoa Basket            | 90                                | 92                                | 77                          | 82                          | 73                          |                              |                              |                              |                              |                              |             |             |             |  |  |       |       |       |       |       |       |
|  | 6 Guuk Gipuzkoa Basket            | 90                                | 92                                | 77                          | 82                          | 73                          | 4 Movistar Estudiantes       | 4 Movistar Estudiantes       | 4 Movistar Estudiantes       | 4 Movistar Estudiantes       | 4 Movistar Estudiantes       | 70          |             |             |  |  |       |       |       |       |       |       |
|  |                                   |                                   |                                   |                             |                             |                             | 4 Movistar Estudiantes       | 4 Movistar Estudiantes       | 4 Movistar Estudiantes       | 4 Movistar Estudiantes       | 4 Movistar Estudiantes       | 70          |             |             |  |  |       |       |       |       |       |       |
|  |                                   | 3 ICG Força Lleida                | 3 ICG Força Lleida                | 3 ICG Força Lleida          | 3 ICG Força Lleida          | 3 ICG Força Lleida          | 85                           |                              |                              |                              |                              |             |             |             |  |  |       |       |       |       |       |       |
|  | 2 Longevida San Pablo Burgos      | 2 Longevida San Pablo Burgos      | 2 Longevida San Pablo Burgos      | 3 ICG Força Lleida          | 3 ICG Força Lleida          | 3 ICG Força Lleida          | 85                           | 81                           | 91                           | 91                           |                              |             |             |             |  |  |       |       |       |       |       |       |
|  | 2 Longevida San Pablo Burgos      | 2 Longevida San Pablo Burgos      | 2 Longevida San Pablo Burgos      |                             |                             |                             |                              |                              |                              | 91                           |                              |             |             |             |  |  |       |       |       |       |       |       |
|  | 8 UEMC Real Valladolid Baloncesto | 8 UEMC Real Valladolid Baloncesto | 8 UEMC Real Valladolid Baloncesto | 59                          | 61                          | 75                          |                              |                              |                              |                              |                              |             |             |             |  |  |       |       |       |       |       |       |
|  | 8 UEMC Real Valladolid Baloncesto | 8 UEMC Real Valladolid Baloncesto | 8 UEMC Real Valladolid Baloncesto | 59                          | 61                          | 75                          | 2 Longevida San Pablo Burgos | 2 Longevida San Pablo Burgos | 2 Longevida San Pablo Burgos | 2 Longevida San Pablo Burgos | 2 Longevida San Pablo Burgos | 77          |             |             |  |  |       |       |       |       |       |       |
|  |                                   |                                   |                                   |                             |                             |                             | 2 Longevida San Pablo Burgos | 2 Longevida San Pablo Burgos | 2 Longevida San Pablo Burgos | 2 Longevida San Pablo Burgos | 2 Longevida San Pablo Burgos | 77          |             |             |  |  |       |       |       |       |       |       |
|  |                                   | 3 ICG Força Lleida                | 3 ICG Força Lleida                | 3 ICG Força Lleida          | 3 ICG Força Lleida          | 3 ICG Força Lleida          | 80                           |                              |                              |                              |                              |             |             |             |  |  |       |       |       |       |       |       |
|  | 3 ICG Força Lleida                | 3 ICG Força Lleida                | 3 ICG Força Lleida                | 3 ICG Força Lleida          | 3 ICG Força Lleida          | 3 ICG Força Lleida          | 80                           | 84                           | 88                           | 73                           |                              |             |             |             |  |  |       |       |       |       |       |       |
|  | 3 ICG Força Lleida                | 3 ICG Força Lleida                | 3 ICG Força Lleida                |                             |                             |                             |                              |                              |                              | 73                           |                              |             |             |             |  |  |       |       |       |       |       |       |
|  | 7 HLA Alicante                    | 7 HLA Alicante                    | 7 HLA Alicante                    | 73                          | 68                          | 58                          |                              |                              |                              |                              |                              |             |             |             |  |  |       |       |       |       |       |       |
|  | 7 HLA Alicante                    | 7 HLA Alicante                    | 7 HLA Alicante                    | 73                          | 68                          | 58                          |                              |                              |                              |                              |                              |             |             |             |  |  |       |       |       |       |       |       |

### Partidos

#### Cuartos de final
Movistar Estudiantes v Real Betis Baloncesto
| 17 de mayo de 2024                       | Movistar Estudiantes                                         | 86–77                                | Real Betis Baloncesto                                                      | Madrid |  |  |
| 20:00                                    | Parciales: 26–9, 20–31, 17–19, 23–18                         | Parciales: 26–9, 20–31, 17–19, 23–18 | Parciales: 26–9, 20–31, 17–19, 23–18                                       | |  |  |
|                                          | Estadísticas Larsen 17 Cáffaro 7 Wintering, Larsen 3 Sola 16 | Reporte Pts Reb Asts Val             | Estadísticas 28 Rodríguez 6 Rodríguez, DeBisschop 5 Rodríguez 31 Rodríguez | Pabellón: Movistar Academy Magariños Árbitros: Carlos Javier García León Ángel Antonio Albacete Chamón Igor Esteve Malmierca |  |  |
| Movistar Estudiantes lidera la serie 1-0 |                                                              |                                      |                                                                            | |  |  |
|                                          |                                                              |                                      |                                                                            | |  |  |

| 19 de mayo de 2024                       | Movistar Estudiantes                                                     | 98–73                                 | Real Betis Baloncesto                            | Madrid |  |  |
| 12:30                                    | Parciales: 19–23, 31–15, 24–17, 24–18                                    | Parciales: 19–23, 31–15, 24–17, 24–18 | Parciales: 19–23, 31–15, 24–17, 24–18            | |  |  |
|                                          | Estadísticas Ferrando, Leimanis 21 Murphy, Larsen 6 Larsen 5 Ferrando 27 | Reporte Pts Reb Asts Val              | Estadísticas 15 Marín 7 Bērziņš 4 Marín 16 Marín | Pabellón: WiZink Center Árbitros: Germán Morales Ruiz Josep María Olivares Bernabeu Ariadna Chueca Moreno |  |  |
| Movistar Estudiantes lidera la serie 2-0 |                                                                          |                                       |                                                  | |  |  |
|                                          |                                                                          |                                       |                                                  | |  |  |

| 24 de mayo de 2024                       | Real Betis Baloncesto                                        | 90–84                                 | Movistar Estudiantes                               | Sevilla |  |  |
| 20:00                                    | Parciales: 23–23, 23–21, 24–20, 20–20                        | Parciales: 23–23, 23–21, 24–20, 20–20 | Parciales: 23–23, 23–21, 24–20, 20–20              | |  |  |
|                                          | Estadísticas Rodríguez 19 DeBisschop 7 Faggiano 6 Đedović 19 | Reporte Pts Reb Asts Val              | Estadísticas 35 Alonso 6 Larsen 5 Larsen 38 Alonso | Pabellón: Polideportivo San Pablo Árbitros: Ángel de Lucas de Lucas Juan Pedro Morales García-Alcaide Jesús Marcos Martínez Prada |  |  |
| Movistar Estudiantes lidera la serie 2-1 |                                                              |                                       |                                                    | |  |  |
|                                          |                                                              |                                       |                                                    | |  |  |

| 26 de mayo de 2024 | Real Betis Baloncesto                                         | 77–65                                | Movistar Estudiantes                                  | Sevilla |  |  |
| 18:00              | Parciales: 17–9, 18–22, 27–17, 15–17                          | Parciales: 17–9, 18–22, 27–17, 15–17 | Parciales: 17–9, 18–22, 27–17, 15–17                  | |  |  |
|                    | Estadísticas Polanco 28 DeBisschop 10 DeBisschop 3 Polanco 28 | Reporte Pts Reb Asts Val             | Estadísticas 17 Larsen 7 Larsen 4 Wintering 19 Larsen | Pabellón: Polideportivo San Pablo Árbitros: Jacobo Rial Barreiro Leandro Nicolás Lezcano Javier Ávila Zurita |  |  |
| Serie empatada 2-2 |                                                               |                                      |                                                       | |  |  |
|                    |                                                               |                                      |                                                       | |  |  |

| 30 de mayo de 2024                     | Movistar Estudiantes                               | 65–54                                 | Real Betis Baloncesto                                      | Madrid                                                                                           |  |  |
| 20:00                                  | Parciales: 19–15, 14–11, 13–17, 19–11              | Parciales: 19–15, 14–11, 13–17, 19–11 | Parciales: 19–15, 14–11, 13–17, 19–11                      |                                                                                                  |  |  |
|                                        | Estadísticas Murphy 13 Larsen 9 Larsen 5 Murphy 17 | Reporte Pts Reb Asts Val              | Estadísticas 16 Faggiano 8 Polanco 4 Rodríguez 19 Faggiano | Pabellón: WiZink Center Árbitros: Germán Morales Ruiz Carlos Javier García León Paula Lema Parga |  |  |
| Movistar Estudiantes gana la serie 3-2 |                                                    |                                       |                                                            |                                                                                                  |  |  |
|                                        |                                                    |                                       |                                                            |                                                                                                  |  |  |

Grupo Ureta Tizona Burgos v Guuk Gipuzkoa Basket
| 17 de mayo de 2024                | Grupo Ureta Tizona Burgos                              | 108–90                                | Guuk Gipuzkoa Basket                                                       | Burgos |  |  |
| 20:45                             | Parciales: 30–20, 24–26, 26–22, 28–22                  | Parciales: 30–20, 24–26, 26–22, 28–22 | Parciales: 30–20, 24–26, 26–22, 28–22                                      | |  |  |
|                                   | Estadísticas Jofresa 23 Parrado 6 Pacheco 5 Jofresa 26 | Reporte Pts Reb Asts Val              | Estadísticas 23 Aurrecoechea 10 Aurrecoechea 5 Zubizarreta 28 Aurrecoechea | Pabellón: Polideportivo El Plantío Árbitros: Ángel de Lucas de Lucas Jorge Muñoz García Cristina Adán Rodríguez |  |  |
| Tizona Burgos lidera la serie 1-0 |                                                        |                                       |                                                                            | |  |  |
|                                   |                                                        |                                       |                                                                            | |  |  |

| 19 de mayo de 2024 | Grupo Ureta Tizona Burgos                                      | 90–92                                 | Guuk Gipuzkoa Basket                                                    | Burgos |  |  |
| 17:15              | Parciales: 19–27, 31–21, 20–23, 20–21                          | Parciales: 19–27, 31–21, 20–23, 20–21 | Parciales: 19–27, 31–21, 20–23, 20–21                                   | |  |  |
|                    | Estadísticas Parrado 21 Parrado, Horton 5 Pacheco 5 Parrado 22 | Reporte Pts Reb Asts Val              | Estadísticas 25 Barcello 6 Aurrecoechea 3 Barcello, Vrankić 32 Barcello | Pabellón: Polideportivo El Plantío Árbitros: Paula Lema Parga Javier Ávila Zurita Cristian Martín Vázquez |  |  |
| Serie empatada 1-1 |                                                                |                                       |                                                                         | |  |  |
|                    |                                                                |                                       |                                                                         | |  |  |

| 24 de mayo de 2024                | Guuk Gipuzkoa Basket                                                            | 77–87                                | Grupo Ureta Tizona Burgos                           | San Sebastián |  |  |
| 20:30                             | Parciales: 19–25, 37–23, 6–22, 15–17                                            | Parciales: 19–25, 37–23, 6–22, 15–17 | Parciales: 19–25, 37–23, 6–22, 15–17                | |  |  |
|                                   | Estadísticas Barcello 22 Vrankić, Aurrecoechea 7 cuatro jugadores 2 Barcello 25 | Reporte Pts Reb Asts Val             | Estadísticas 20 Jofresa 7 Thiam 4 Horton 20 Jofresa | Pabellón: Angulas Aguinaga Arena Árbitros: Germán Morales Ruiz Héctor Báez Batista Antonio Manuel Zamora Rodríguez |  |  |
| Tizona Burgos lidera la serie 2-1 |                                                                                 |                                      |                                                     | |  |  |
|                                   |                                                                                 |                                      |                                                     | |  |  |

| 26 de mayo de 2024 | Guuk Gipuzkoa Basket                                             | 82–79                                 | Grupo Ureta Tizona Burgos                                                  | San Sebastián |  |  |
| 17:00              | Parciales: 22–20, 22–27, 14–19, 24–13                            | Parciales: 22–20, 22–27, 14–19, 24–13 | Parciales: 22–20, 22–27, 14–19, 24–13                                      | |  |  |
|                    | Estadísticas Oroz 15 Martínez 5 Barcello, Oroz 3 Aurrecoechea 15 | Reporte Pts Reb Asts Val              | Estadísticas 15 Parrado 8 Seoane, Thiam 2 cuatro jugadores 15 Saint-Supery | Pabellón: Angulas Aguinaga Arena Árbitros: Francisco José Zafra Guerra Sandra Sánchez González Fernando Ibáñez García |  |  |
| Serie empatada 2-2 |                                                                  |                                       |                                                                            | |  |  |
|                    |                                                                  |                                       |                                                                            | |  |  |

| 31 de mayo de 2024              | Grupo Ureta Tizona Burgos                              | 76–73                                 | Guuk Gipuzkoa Basket                                | Burgos |  |  |
| 20:45                           | Parciales: 16–18, 18–20, 23–12, 19–23                  | Parciales: 16–18, 18–20, 23–12, 19–23 | Parciales: 16–18, 18–20, 23–12, 19–23               | |  |  |
|                                 | Estadísticas Horton 20 Vila 5 Saint-Supery 4 Horton 15 | Reporte Pts Reb Asts Val              | Estadísticas 18 Barcello 10 Oroz 3 Barcello 20 Oroz | Pabellón: Polideportivo El Plantío Árbitros: Ángel de Lucas de Lucas Enrique Miguel López Herrada Cristian Martín Vázquez |  |  |
| Tizona Burgos gana la serie 3-2 |                                                        |                                       |                                                     | |  |  |
|                                 |                                                        |                                       |                                                     | |  |  |

Longevida San Pablo Burgos v UEMC Real Valladolid Baloncesto
| 17 de mayo de 2024                             | Longevida San Pablo Burgos                            | 81–59                                | UEMC Real Valladolid Baloncesto                    | Burgos |  |  |
| 21:00                                          | Parciales: 31–16, 14–17, 17–8, 19–18                  | Parciales: 31–16, 14–17, 17–8, 19–18 | Parciales: 31–16, 14–17, 17–8, 19–18               | |  |  |
|                                                | Estadísticas Corbalán 17 Ristić 8 Rogić 5 Corbalán 19 | Reporte Pts Reb Asts Val             | Estadísticas 18 Nwogbo 9 Nwogbo 4 Puidet 24 Nwogbo | Pabellón: Coliseum Burgos Árbitros: Jacobo Rial Barreiro Sandra Sánchez González Pablo Rodríguez Fernández |  |  |
| Longevida San Pablo Burgos lidera la serie 1-0 |                                                       |                                      |                                                    | |  |  |
|                                                |                                                       |                                      |                                                    | |  |  |

| 19 de mayo de 2024                             | Longevida San Pablo Burgos                                    | 91–61                                 | UEMC Real Valladolid Baloncesto                    | Burgos |  |  |
| 19:15                                          | Parciales: 18–21, 23–12, 27–14, 23–14                         | Parciales: 18–21, 23–12, 27–14, 23–14 | Parciales: 18–21, 23–12, 27–14, 23–14              | |  |  |
|                                                | Estadísticas Barrera 17 Kasibabu 6 Speight, Atić 6 Speight 26 | Reporte Pts Reb Asts Val              | Estadísticas 16 Nwogbo 8 Nwogbo 5 Puidet 23 Nwogbo | Pabellón: Coliseum Burgos Árbitros: Francisco José Zafra Guerra Juan Ramón Hurtado Almansa Francisco González Cuervo |  |  |
| Longevida San Pablo Burgos lidera la serie 2-0 |                                                               |                                       |                                                    | |  |  |
|                                                |                                                               |                                       |                                                    | |  |  |

| 24 de mayo de 2024                           | UEMC Real Valladolid Baloncesto                            | 75–91                                 | Longevida San Pablo Burgos                          | Valladolid |  |  |
| 20:45                                        | Parciales: 22–27, 16–27, 18–16, 19–21                      | Parciales: 22–27, 16–27, 18–16, 19–21 | Parciales: 22–27, 16–27, 18–16, 19–21               | |  |  |
|                                              | Estadísticas Schmidt 20 Kasonga 7 Puidet 5 de la Fuente 20 | Reporte Pts Reb Asts Val              | Estadísticas 17 Ristić 9 Ristić 7 Speight 25 Ristić | Pabellón: Polideportivo Pisuerga Árbitros: Enrique Miguel López Herrada Asier Quintas Álvarez Daniel Checa Nebot |  |  |
| Longevida San Pablo Burgos gana la serie 3-0 |                                                            |                                       |                                                     | |  |  |
|                                              |                                                            |                                       |                                                     | |  |  |

ICG Força Lleida v HLA Alicante
| 17 de mayo de 2024                   | ICG Força Lleida                                       | 84–73                                 | HLA Alicante                                                    | Lérida |  |  |
| 21:00                                | Parciales: 23–15, 20–17, 19–16, 22–25                  | Parciales: 23–15, 20–17, 19–16, 22–25 | Parciales: 23–15, 20–17, 19–16, 22–25                           | |  |  |
|                                      | Estadísticas Lobo 19 Krutwig 12 Hasbrouck 6 Krutwig 28 | Reporte Pts Reb Asts Val              | Estadísticas 14 Harris 7 Rodríguez 6 Guðmundsson 18 Guðmundsson | Pabellón: Pabellón Barris Nord Árbitros: Enrique Miguel López Herrada Mikel Cañigueral Novella Fernando Ibáñez García |  |  |
| ICG Força Lleida lidera la serie 1-0 |                                                        |                                       |                                                                 | |  |  |
|                                      |                                                        |                                       |                                                                 | |  |  |

| 19 de mayo de 2024                   | ICG Força Lleida                                  | 88–68                                 | HLA Alicante                                          | Lérida |  |  |
| 17:00                                | Parciales: 24–18, 25–17, 13–19, 26–14             | Parciales: 24–18, 25–17, 13–19, 26–14 | Parciales: 24–18, 25–17, 13–19, 26–14                 | |  |  |
|                                      | Estadísticas Kuath 15 Krutwig 9 Villar 5 Kuath 17 | Reporte Pts Reb Asts Val              | Estadísticas 21 Davison 11 Barro 5 Davison 24 Davison | Pabellón: Pabellón Barris Nord Árbitros: Leandro Nicolás Lezcano Eric Carrera Rosdevall María Ángeles García Crespo |  |  |
| ICG Força Lleida lidera la serie 2-0 |                                                   |                                       |                                                       | |  |  |
|                                      |                                                   |                                       |                                                       | |  |  |

| 24 de mayo de 2024                 | HLA Alicante                                                        | 58–73                                 | ICG Força Lleida                                                  | Alicante |  |  |
| 20:45                              | Parciales: 10–26, 18–16, 13–16, 17–15                               | Parciales: 10–26, 18–16, 13–16, 17–15 | Parciales: 10–26, 18–16, 13–16, 17–15                             | |  |  |
|                                    | Estadísticas Kostadinov 13 Kostadinov 9 Guðmundsson 4 Kostadinov 16 | Reporte Pts Reb Asts Val              | Estadísticas 18 Lobo 7 Krutwig, Simeunović 5 Hasbrouck 17 Krutwig | Pabellón: Pabellón Pedro Ferrándiz Árbitros: Carlos Javier García León Víctor Mas Cagide Rodrigo Palanca Page |  |  |
| ICG Força Lleida gana la serie 3-0 |                                                                     |                                       |                                                                   | |  |  |
|                                    |                                                                     |                                       |                                                                   | |  |  |

#### Final Four
Semifinales
| 8 de junio de 2024 | Movistar Estudiantes                                         | 86–60                                 | Grupo Ureta Tizona Burgos                                                     | Madrid                                                                                               |  |
| 17:30              | Parciales: 26–16, 18–19, 18–14, 24–13                        | Parciales: 26–16, 18–19, 18–14, 24–13 | Parciales: 26–16, 18–19, 18–14, 24–13                                         | |  |
|                    | Estadísticas Alonso 19 Murphy 7 Ferrando, Larsen 4 Alonso 18 | Reporte Pts Reb Asts Val              | Estadísticas 12 Pacheco, Saint-Supery 10 Vila, Thiam 4 Pacheco 9 Vila, Seoane | Pabellón: Madrid Arena Árbitros: Germán Morales Ruiz Enrique Miguel López Herrada Daniel Checa Nebot |  |

| 8 de junio de 2024 | Longevida San Pablo Burgos                               | 77–80                                 | ICG Força Lleida                                 | Madrid                                                                                          |  |
| 20:30              | Parciales: 20–18, 17–17, 23–25, 17–20                    | Parciales: 20–18, 17–17, 23–25, 17–20 | Parciales: 20–18, 17–17, 23–25, 17–20            |                                                                                                 |  |
|                    | Estadísticas Corbalán 19 Jiménez 6 Speight 5 Corbalán 20 | Reporte Pts Reb Asts Val              | Estadísticas 18 Lobo 10 Krutwig 5 Arroyo 20 Lobo | Pabellón: Madrid Arena Árbitros: Carlos Javier García León Paula Lema Parga Javier Ávila Zurita |  |

Final
| 9 de junio de 2024 | Movistar Estudiantes                              | 70–85                                 | ICG Força Lleida                                            | Madrid |  |
| 18:00              | Parciales: 10–25, 11–27, 27–20, 22–13             | Parciales: 10–25, 11–27, 27–20, 22–13 | Parciales: 10–25, 11–27, 27–20, 22–13                       | |  |
|                    | Estadísticas Dee 25 Larsen, Cáffaro5 Dee 3 Dee 21 | Reporte Pts Reb Asts Val              | Estadísticas 16 Kuath, Simeunović 8 Kuath 5 Villar 23 Kuath | Pabellón: Madrid Arena Árbitros: Ángel de Lucas de Lucas Carlos Javier García León Enrique Miguel López Herrada |  |

## Estadísticas
Hasta el 10 de mayo de 2024.

### Puntos
| Rank | Nombre            | Equipo                          | Part. | Pts. | PPP   |
| ---- | ----------------- | ------------------------------- | ----- | ---- | ----- |
| 1    | Alex Barcello     | Guuk Gipuzkoa Basket            | 33    | 650  | 19.7  |
| 2    | Brad Davison      | HLA Alicante                    | 34    | 628  | 18.47 |
| 3    | Devin Schmidt     | UEMC Real Valladolid Baloncesto | 28    | 511  | 18.25 |
| 4    | Michael Carrera   | Movistar Estudiantes            | 20    | 309  | 15.45 |
| 5    | Spencer Littleson | Grupo Alega Cantabria           | 21    | 320  | 15.24 |

### Rebotes
| Rank | Nombre            | Equipo                     | Part. | Rebs. | RPP  |
| ---- | ----------------- | -------------------------- | ----- | ----- | ---- |
| 1    | Hasan Varence     | Melilla Ciudad del Deporte | 34    | 253   | 7.44 |
| 2    | Iván Aurrecoechea | Guuk Gipuzkoa Basket       | 34    | 244   | 7.18 |
| 3    | Oliver Stević     | Hestia Menorca             | 21    | 146   | 6.95 |
| 4    | Viny Okouo        | Amics Castelló             | 18    | 125   | 6.94 |
| 5    | Cameron Krutwig   | ICG Força Lleida           | 29    | 198   | 6.83 |

### Asistencias
| Rank | Nombre         | Equipo                     | Part. | Asist. | APP  |
| ---- | -------------- | -------------------------- | ----- | ------ | ---- |
| 1    | Óscar Alvarado | Melilla Ciudad del Deporte | 27    | 193    | 7.15 |
| 2    | Dídac Cuevas   | Grupo Ureta Tizona Burgos  | 17    | 97     | 5.71 |
| 3    | Ingus Jakovičs | Leyma Coruña               | 34    | 186    | 5.47 |
| 4    | Micah Speight  | Longevida San Pablo Burgos | 34    | 163    | 4.79 |
| 5    | Xabi Oroz      | Guuk Gipuzkoa Basket       | 34    | 156    | 4.59 |

### Valoración
| Rank | Nombre          | Equipo               | Part. | Val. | VPP   |
| ---- | --------------- | -------------------- | ----- | ---- | ----- |
| 1    | Alex Barcello   | Guuk Gipuzkoa Basket | 33    | 773  | 23.42 |
| 2    | Oliver Stević   | Hestia Menorca       | 21    | 404  | 19.24 |
| 3    | Brad Davison    | HLA Alicante         | 34    | 643  | 18.91 |
| 4    | Michael Carrera | Movistar Estudiantes | 20    | 352  | 17.6  |
| 5    | Cameron Krutwig | ICG Força Lleida     | 29    | 489  | 16.86 |

## Galardones

### Jugador de la jornada

#### Liga regular
| Jornada | Jugador               | Equipo                         | Val | Ref    |
| ------- | --------------------- | ------------------------------ | --- | ------ |
| 1       | Francis Alonso        | Movistar Estudiantes           | 27  | [ 18 ] |
| 2       | Eric Stutz            | Amics Castelló                 | 31  | [ 19 ] |
| 3       | Alec Wintering        | Movistar Estudiantes (2)       | 41  | [ 20 ] |
| 4       | Roko Rogić            | Real Betis Baloncesto          | 31  | [ 21 ] |
| 5       | Brad Davison          | HLA Alicante                   | 33  | [ 22 ] |
| 5       | Kur Kuath             | ICG Força Lleida               | 33  | [ 22 ] |
| 6       | Alex Barcello         | Guuk Gipuzkoa Basket           | 50  | [ 23 ] |
| 7       | Brad Davison (2)      | HLA Alicante (2)               | 31  | [ 24 ] |
| 8       | Miha Lapornik         | Longevida San Pablo Burgos     | 32  | [ 25 ] |
| 9       | Luke Fischer          | Longevida San Pablo Burgos (2) | 36  | [ 26 ] |
| 10      | Alex Barcello (2)     | Guuk Gipuzkoa Basket (2)       | 32  | [ 27 ] |
| 11      | Parker Van Dyke       | Melilla Ciudad del Deporte     | 36  | [ 28 ] |
| 12      | Gonzalo Bressan       | Amics Castelló (2)             | 35  | [ 29 ] |
| 12      | Mirza Bulić           | Grupo Alega Cantabria          | 35  | [ 29 ] |
| 13      | Víctor Arteaga        | Hestia Menorca                 | 35  | [ 30 ] |
| 14      | Michael Carrera       | Movistar Estudiantes (3)       | 30  | [ 31 ] |
| 15      | Clevin Hannah         | Hestia Menorca (2)             | 39  | [ 32 ] |
| 16      | Alex Barcello (3)     | Guuk Gipuzkoa Basket (3)       | 47  | [ 33 ] |
| 17      | Mindaugas Kačinas     | Club Ourense Baloncesto        | 34  | [ 34 ] |
| 18      | Samu Rodríguez        | Club Ourense Baloncesto (2)    | 42  | [ 35 ] |
| 19      | Alex Barcello (4)     | Guuk Gipuzkoa Basket (4)       | 35  | [ 36 ] |
| 20      | Eric Stutz (2)        | Amics Castelló (3)             | 34  | [ 37 ] |
| 21      | Viny Okouo            | Amics Castelló (4)             | 43  | [ 38 ] |
| 22      | Bryce Douvier         | Melilla Ciudad del Deporte (2) | 39  | [ 39 ] |
| 23      | Ingus Jakovičs        | Leyma Coruña                   | 36  | [ 40 ] |
| 24      | Michael Carrera (2)   | Movistar Estudiantes (4)       | 40  | [ 41 ] |
| 25      | Tanner McGrew         | Baloncesto Fuenlabrada         | 44  | [ 42 ] |
| 26      | Eddy Polanco          | Real Betis Baloncesto (2)      | 30  | [ 43 ] |
| 26      | Joaquín Rodríguez     | Real Betis Baloncesto (3)      | 30  | [ 43 ] |
| 27      | Mirza Bulić (2)       | Grupo Alega Cantabria (2)      | 31  | [ 44 ] |
| 28      | Alex Barcello (5)     | Guuk Gipuzkoa Basket (5)       | 49  | [ 45 ] |
| 29      | Víctor Arteaga (2)    | Hestia Menorca (3)             | 35  | [ 46 ] |
| 30      | Demetric Horton       | Alimerka Oviedo Baloncesto     | 34  | [ 47 ] |
| 31      | Joaquín Rodríguez (2) | Real Betis Baloncesto (4)      | 37  | [ 48 ] |
| 32      | Yasin Kolo            | Rioverde Clavijo               | 39  | [ 49 ] |
| 33      | Demetric Horton (2)   | Alimerka Oviedo Baloncesto (2) | 29  | [ 50 ] |
| 34      | Brandon Tabb          | Grupo Alega Cantabria (3)      | 31  | [ 51 ] |

#### Playoffs
| Jornada   | Jugador               | Equipo                    | Val | Ref    |
| --------- | --------------------- | ------------------------- | --- | ------ |
| Partido 1 | Joaquín Rodríguez (3) | Real Betis Baloncesto (5) | 37  | [ 52 ] |
| Partido 2 | Alex Barcello (6)     | Guuk Gipuzkoa Basket (6)  | 32  | [ 53 ] |
| Partido 3 | Francis Alonso (2)    | Movistar Estudiantes (5)  | 38  | [ 54 ] |
| Partido 4 | Eddy Polanco (2)      | Real Betis Baloncesto (6) | 28  | [ 55 ] |

#### Final Four
| Jornada    | Jugador       | Equipo               | Val  | Ref    |
| Final Four | Kur Kuath (2) | ICG Força Lleida (2) | 16,5 | [ 56 ] |

### Quinteto de la jornada

#### Liga regular
Se indica entre paréntesis la valoración obtenida en dicha jornada. Destacado el MVP de la jornada.
| Jornada | Base                    | Escolta                 | Alero                      | Ala-Pívot                  | Pívot                  | Ref    |
| ------- | ----------------------- | ----------------------- | -------------------------- | -------------------------- | ---------------------- | ------ |
| 1       | Ingus Jakovičs (23)     | Francis Alonso (27)     | Parker Van Dyke (25)       | Hasan Varence (26)         | Hall Elisias (23)      | [ 18 ] |
| 2       | Mike Torres (29)        | Clevin Hannah (29)      | Jón Axel Gudmundsson (24)  | Kevin Larsen (26)          | Eric Stutz (31)        | [ 19 ] |
| 3       | Alec Wintering (41)     | Urban Klavžar (26)      | Sean McDonnell (26)        | Mirza Bulić (32)           | Iván Aurrecoechea (31) | [ 20 ] |
| 4       | Roko Rogić (31)         | Gerard Jofresa (29)     | Yunio Barrueta (26)        | Mirza Bulić (29)           | Abdou Thiam (28)       | [ 21 ] |
| 5       | Gonzalo Corbalán (25)   | Brad Davison (33)       | Demetric Horton (29)       | Konstantin Kostadinov (27) | Kur Kuath (33)         | [ 22 ] |
| 6       | Javi López (26)         | Alex Barcello (50)      | Andre Norris (24)          | Sean McDonnell (26)        | Michael Carrera (29)   | [ 23 ] |
| 7       | Óscar Alvarado (25)     | Gael Bonilla (25)       | Brad Davison (31)          | Cameron Krutwig (28)       | Romaro Gill (29)       | [ 24 ] |
| 8       | Josep Franch (24)       | Miha Lapornik (32)      | Brad Davison (24)          | Mirza Bulić (25)           | Hasan Varence (23)     | [ 25 ] |
| 9       | Óscar Alvarado (23)     | Olle Lundqvist (25)     | Brad Davison (29)          | Cameron Krutwig (33)       | Luke Fischer (36)      | [ 26 ] |
| 10      | Óscar Alvarado (20)     | Alex Barcello (32)      | Petar Aranitović (27)      | Michael Carrera (27)       | Lotanna Nwogbo (28)    | [ 27 ] |
| 11      | Mike Torres (26)        | Parker Van Dyke (36)    | Maj Kovačević (26)         | Marc Martí (27)            | Ignacio Rosa (27)      | [ 28 ] |
| 12      | Joan Faner (30)         | Miha Lapornik (29)      | Jón Axel Gudmundsson (28)  | Mirza Bulić (35)           | Gonzalo Bressan (35)   | [ 29 ] |
| 13      | Gonzalo Corbalán (31)   | Devin Schmidt (31)      | Parker Van Dyke (25)       | Luke Fischer (28)          | Víctor Arteaga (35)    | [ 30 ] |
| 14      | Óscar Alvarado (21)     | Ingus Jakovičs (28)     | Konstantin Kostadinov (23) | Michael Carrera (30)       | Goran Huskić (28)      | [ 31 ] |
| 15      | Clevin Hannah (39)      | Parker Van Dyke (35)    | Brad Davison (32)          | Demetric Horton (31)       | Cameron Krutwig (28)   | [ 32 ] |
| 16      | Clevin Hannah (26)      | Spencer Littleson (29)  | Alex Barcello (47)         | Andre Norris (36)          | Andre Dikembe (26)     | [ 33 ] |
| 17      | Nacho Arroyo (28)       | Justin Turner (29)      | Mindaugas Kačinas (34)     | Ignacio Rosa (25)          | Víctor Arteaga (25)    | [ 34 ] |
| 18      | Clevin Hannah (24)      | Alex Barcello (26)      | Eddy Polanco (25)          | Samu Rodríguez (42)        | Kevin Larsen (32)      | [ 35 ] |
| 19      | Óscar Alvarado (32)     | Mateo Díaz (27)         | Alex Barcello (35)         | Tanner McGrew (26)         | Beqa Burjanadze (21)   | [ 36 ] |
| 20      | Gonzalo Corbalán (24)   | Kenny Hasbrouck (30)    | Yunio Barrueta (32)        | Eric Stutz (34)            | Yasin Kolo (31)        | [ 37 ] |
| 21      | Mateo Díaz (28)         | Justin Turner (27)      | Brad Davison (27)          | Siim-Sander Vene (24)      | Viny Okouo (43)        | [ 38 ] |
| 22      | Clevin Hannah (27)      | Ingus Jakovičs (25)     | Joaquín Rodríguez (23)     | Bryce Douvier (39)         | Iván Aurrecoechea (30) | [ 39 ] |
| 23      | Ingus Jakovičs (36)     | Eddy Polanco (24)       | Jordan Swing (23)          | Kevin Larsen (26)          | Luke Fischer (28)      | [ 40 ] |
| 24      | Xabi Oroz (26)          | Alex Barcello (27)      | Brad Davison (31)          | Michael Carrera (40)       | Kevin Larsen (34)      | [ 41 ] |
| 25      | Adrià Rodríguez (28)    | Raúl Lobaco (30)        | Joaquín Rodríguez (25)     | Rodrigo Seoane (28)        | Tanner McGrew (44)     | [ 42 ] |
| 26      | Óscar Alvarado (25)     | Eddy Polanco (30)       | Joaquín Rodríguez (30)     | Jacobo Díaz (25)           | Romaro Gill (20)       | [ 43 ] |
| 27      | Josep Pérez (22)        | Joaquín Rodríguez (26)  | Eddy Polanco (26)          | Mirza Bulić (31)           | Hasan Varence (29)     | [ 44 ] |
| 28      | Gonzalo Corbalán (35)   | Olle Lundqvist (30)     | Alex Barcello (49)         | Bryce Douvier (31)         | Dušan Ristić (26)      | [ 45 ] |
| 29      | Guillem Ferrando (26)   | Alex Barcello (29)      | Brad Davison (28)          | Iván Aurrecoechea (29)     | Víctor Arteaga (35)    | [ 46 ] |
| 30      | Alec Wintering (20)     | Alex Barcello (22)      | Demetric Horton (34)       | Cameron Krutwig (30)       | Lotanna Nwogbo (30)    | [ 47 ] |
| 31      | Rafa Villar (23)        | Brad Davison (34)       | Joaquín Rodríguez (37)     | Cameron Krutwig (26)       | Iván Aurrecoechea (34) | [ 48 ] |
| 32      | Alec Wintering (37)     | Mario Saint-Supery (28) | Ingus Jakovičs (28)        | Tanner McGrew (33)         | Yasin Kolo (39)        | [ 49 ] |
| 33      | Lucas Faggiano (21)     | Eddy Polanco (25)       | Demetric Horton (29)       | Abdou Thiam (25)           | Viny Okouo (26)        | [ 50 ] |
| 34      | Mario Saint-Supery (23) | Brandon Tabb (39)       | Eddy Polanco (27)          | Atoumane Diagne (26)       | Viny Okouo (32)        | [ 51 ] |

#### Playoffs
| Jornada   | Base                    | Escolta                | Alero                  | Ala-Pívot                | Pívot                  | Ref    |
| --------- | ----------------------- | ---------------------- | ---------------------- | ------------------------ | ---------------------- | ------ |
| Partido 1 | Gonzalo Corbalán (19)   | Gerard Jofresa (26)    | Joaquín Rodríguez (31) | Cameron Krutwig (28)     | Iván Aurrecoechea (28) | [ 52 ] |
| Partido 2 | Micah Speight (26)      | Guillem Ferrando (27)  | Alex Barcello (32)     | Arnau Parrado (22)       | Iván Aurrecoechea (22) | [ 53 ] |
| Partido 3 | Micah Speight (19)      | Alex Barcello (25)     | Francis Alonso (38)    | Sergio de la Fuente (20) | Dušan Ristić (25)      | [ 54 ] |
| Partido 4 | Mario Saint-Supery (15) | Joaquín Rodríguez (17) | Eddy Polanco (28)      | Kevin Larsen (19)        | Iván Aurrecoechea (15) | [ 55 ] |

#### Final Four
| Jornada    | Base             | Escolta           | Alero                    | Ala-Pívot             | Pívot            | Ref    |
| ---------- | ---------------- | ----------------- | ------------------------ | --------------------- | ---------------- | ------ |
| Final Four | Rafa Villar (11) | Johnny Dee (10,5) | Osvaldas Matulionis (10) | Sergio Rodríguez (13) | Kur Kuath (16,5) | [ 56 ] |

## Copa Princesa de Asturias
La Copa Princesa de Asturias se jugó el 28 de enero de 2024, por los dos primeros equipos clasificados después del final de la primera vuelta (jornada 17). El campeón de la copa tendrá el derecho de jugar los playoffs como cabeza de serie en todas las eliminatorias.

### Equipos clasificados
| Pos. | Equipo               | PJ | G  | P | GF   | GC   | DG   | Pts |
| ---- | -------------------- | -- | -- | - | ---- | ---- | ---- | --- |
| 1    | Movistar Estudiantes | 17 | 14 | 3 | 1460 | 1245 | +215 | 31  |
| 2    | Leyma Coruña         | 17 | 13 | 4 | 1523 | 1358 | +165 | 30  |

 Fuente: FEB

### Final
| 28 de enero de 2024 | Movistar Estudiantes                                           | 80–72                                 | Leyma Coruña                                                               | Madrid |  |
| 12:30               | Parciales: 21-21, 21-17, 11-16, 27-18                          | Parciales: 21-21, 21-17, 11-16, 27-18 | Parciales: 21-21, 21-17, 11-16, 27-18                                      | |  |
|                     | Estadísticas Alec Wintering 16 Kevin Larsen 7 Alec Wintering 6 | Reporte Pts Reb Asts                  | Estadísticas Goran Huskić 20 Goran Huskić, Sean McDonnell 6 Goran Huskić 3 | Pabellón: Wizink Center Asistencia: 8321 espectadores Árbitros: Germán Francisco Morales Ruiz, Sandra Sánchez González, Leandro Nicolás Lezcano |  |

## Postemporada
Ascendieron a Liga ACB:
- Leyma Coruña (campeones de liga regular).
- ICG Força Lleida (campeones de playoff de ascenso).

Descendieron desde Liga ACB:
- Monbus Obradoiro.
- Zunder Palencia.

Descendieron a Segunda FEB:
- Melilla Ciudad del Deporte.
- Cáceres Patrimonio de la Humanidad.
- Rioverde Clavijo.

Ascendieron desde LEB Plata:
- Odilo FC Cartagena CB.
- Zamora Enamora.
- CB Starlabs Morón.